# Associação Internacional de Acadêmicos de Genocídio
A Associação Internacional de Acadêmicos de Genocídio, também conhecida pela sigla IAGS (do inglês:International Association of Genocide Scholars) é uma organização internacional não-partidária que busca pesquisar e ensinar mais sobre a natureza, causas e consequências do genocídio, incluindo o Holocausto, e promover estudos sobre políticas para a prevenção do genocídio. A associação, fundada em 1994 por Israel Charny, Helen Fein (seu primeiro presidente), Robert Melson e Roger Smith, reúne-se para analisar pesquisas comparativas, estudos recentes, ligações entre o genocídio e outras violações de direitos humanos e, por fim, maneiras de prevenir e punir o genocídio, tais informações são publicadas no jornal oficial da associação. O objetivo central da associação é atrair acadêmicos, ativistas, artistas, sobreviventes do genocídio, jornalistas, juristas e formuladores de políticas públicas para o estudo do genocídio, tendo a prevenção do mesmo como objetivo final. A associação está aberta a pessoas interessadas em todo o mundo.
Em 1997, a associação aprovou por unanimidade uma resolução formal afirmando o genocídio armênio, e também enviou uma carta aberta ao primeiro-ministro da Turquia. Em dezembro de 2007, a organização aprovou outra resolução reafirmando o genocídio armênio e reconhecendo oficialmente os genocídios grego e assírio.
O jornal acadêmico oficial da associação, com revisão por pares, é chamado Estudos e Prevenção de Genocídio.

## Presidentes
As seguintes pessoas são ou foram presidente da associação:
- Melanie O'Brien (2021-presente)
- Henry Theriault (2017-2021)
- Andrew Woolford (2015-2017)
- Daniel Feierstein (2013-2015)
- Alexander Hinton (2011-2013)
- William Schabas (2009-2011)
- Gregory H. Stanton (2007-2009)
- Israel W. Charny (2005-2007)
- Robert Melson (2003-2005)
- Joyce Apsel (2001-2003)
- Frank Chalk (1999-2001)
- Roger Smith (1997-1999)
- Helen Fein (1995-1997)